# Anacithara lita
Anacithara lita é uma espécie de gastrópode do gênero Anacithara, pertencente a família Horaiclavidae.